# 14121 Штюве
14121 Штюве (14121 Stüwe) — астероїд головного поясу, відкритий 27 серпня 1998 року.
Тіссеранів параметр щодо Юпітера — 3,620.